# Кревакуоре
Кревакуоре (итал. Crevacuore, пьем. Crevacòr) — коммуна в Италии, располагается в регионе Пьемонт, в провинции Бьелла.
Население составляет 1876 человек (2008 г.), плотность населения составляет 235 чел./км². Занимает площадь 8 км². Почтовый индекс — 13864. Телефонный код — 015.
В коммуне 8 сентября особо празднуется Рождество Пресвятой Богородицы.

## Демография
Динамика населения: